# 武隆縣 (廣西)
武隆縣，中华人民共和国旧县名。
1958年12月，廣西僮族自治區人委報告備案，撤銷武鳴縣，隆安縣兩縣，合併置武隆縣，治今武嗚縣城廂。仍屬南寧專區。1959年5月10日，廣西人委報告備案，撤銷武隆縣，恢復武鳴、隆安兩縣，治依舊。